# Кокобийч
Кокобийч (на английски: Cocobeach) е град в северозападен Габон, разположено на южния бряг на река Муни. Кокобийч е гранично селище. С ферибот от Кокобийч до екваториалногвинейския град Кого през реката се пресича границата с Екваториална Гвинея. Население 2591 жители (по данни от 2013 г.).